# 33610 Payra
33610 Payra este o planetă minoră (asteroid), cu un diametru de 2,697 km, din centura de asteroizi. A fost descoperită pe 10 mai 1999 la Experimental Test Site⁠(d) de Lincoln Near-Earth Asteroid Research. 
Obiectul prezintă o orbită caracterizată de o semiaxă mare de 2,3277077 UAi, o excentricitate de 0,18, o înclinație de 8,08754 ° în raport cu ecliptica.